# Władysław Ostrowski (chirurg)
Władysław Ostrowski (ur. 29 lipca 1897 w Warszawie, zm. 23 marca 1949 w Krakowie) – polski lekarz-torakochirurg, naczelny chirurg Wojska Polskiego, profesor na Uniwersytecie Warszawskim, członek Towarzystwa Naukowego Warszawskiego.

## Życiorys

### Dzieciństwo i studia
Urodził się w Warszawie w rodzinie Bolesława Ostrowskiego i Józefy z d. Lachowicz. Ojciec pracował w firmie przewozowej „Hartwig” jako spedytor. Władysław w latach 1908–1914 uczył się w IV Gimnazjum Rządowym. W roku 1914 szkołę ewakuowano do Moskwy, gdzie W. Ostrowski zdał maturę w roku 1916, otrzymując srebrny medal. W latach 1916–1921 studiował medycynę na Uniwersytecie Moskiewskim (utrzymywał się z korepetycji, chorował na tyfus plamisty).

### Okres 1921–1939
Po ukończeniu studiów (styczeń 1921) zabiegał o zatrudnienie w klinice chirurgicznej, jednak kandydaturę Polaka odrzucono. Został skierowany do Tweru, gdzie przez kilka miesięcy pracował w szpitalu gubernialnym (oddział chirurgiczny) oraz jako lekarz w szkołach i domach dziecka. 
W sierpniu 1921 roku wrócił do Warszawy i podjął pracę na oddziale wewnętrznym Szpitala Dzieciątka Jezus (pod kierownictwem dr. Józefa Skłodowskiego), a w styczniu 1922 otrzymał powołanie od Naczelnego Nadzwyczajnego Komisarza do Walki z Epidemiami (urząd podległy Ministrowi Spraw Wewnętrznych) i otrzymał stanowisko w szpitalu w Baranowiczach – etapowej placówce NNK dla Polaków wracających z Rosji.
W kwietniu 1922 – po otrzymaniu informacji, że nie uzyskał nostryfikacji moskiewskiego dyplomu ukończenia studiów – zapisał się do Uniwersytetu Warszawskiego. Uzupełniając wykształcenie pracował do listopada 1923 w szpitalu w Baranowiczach (do jego likwidacji), a następnie w warszawskim Szpitalu Okręgowym Wojska Polskiego. W styczniu 1925 roku został wolontariuszem w Szpitalu Dzieciątka Jezus na oddziale chirurgicznym prof. Zdzisława Sławińskiego. 
Po otrzymaniu dyplomu doktora wszech nauk lekarskich (marzec 1925) został zatrudniony w tym szpitalu. Był asystentem, a następnie starszym asystentem na oddziale chirurgicznym od stycznia 1927 r. do końca sierpnia 1936 r. Przez 3 lata był starszym asystentem w II klinice chirurgicznej kierowanej przez prof. Zygmunta Radlińskiego; równocześnie przyjmował pacjentów w ambulatorium chirurgicznym Szpitala Przemienienia Pańskiego (1926–1928). 
W latach 1930–1936 podnosił swoje kwalifikacje wyjeżdżając (na własny koszt) do znanych ośrodków zagranicznych. Spędził pół roku w klinikach A. Gosseta (autora m.in. Tumeurs endocrines de l'appendice, zob. też rakowiak) i L. Bérarda (Lyon. Odwiedził też klinikę W.H. Robertsa, a w roku 1931 odbył 4-tygodniowy kurs operacyjny klatki piersiowej w Brompton Hospital w Londynie oraz przebywał kilka tygodni w Nowym Jorku u Howarda Lilienthala. 
Pełnił funkcję stałego konsultanta w Szpitalu Wolskim (1933–1936) oraz w sanatoriach i szpitalach chorób płucnych w Otwocku; pracował też w Zakładzie Patologii Ogólnej Franciszka Venuleta (½ etatu asystenta na Uniwersytecie Warszawskim, lata 1934–1936). 
W roku 1937 otrzymał habilitację na podstawie pracy „O wywołaniu zrostów wewnątrz-płucnych dla celów chirurgicznych” i rozpoczął wykłady na Wydziale Lekarskim UW (na stanowisku docenta). W latach 1936–1939 pracował w Szpitalu Św. Ducha, który pełnił wówczas funkcję I kliniki chirurgicznej UW. Był starszym asystentem Adolfa Wojciechowskiego.
Należał do zespołów redakcyjnych czasopism „Chirurg Polski”. „Polski Przegląd Chirurgiczny” i „Gruźlica”. Był członkiem korespondentem Towarzystwa Naukowego Warszawskiego.

### Okres II wojny światowej
W czasie okupacji niemieckiej Władysław Ostrowski przebywał w Warszawie i nadal pracował w Szpital św. Ducha. Przedwojenna klinika chirurgii przy ul. Elektoralnej była wówczas oddziałem chirurgicznym zarządzanym przez Wydział Zdrowia. Od 1 grudnia 1939 roku doc. W. Ostrowski był jego ordynatorem. Szpital był kilkakrotnie przenoszony; oddział chirurgii był kolejno organizowany przy ul. Ogrodowej,  w gmachu sądów przy ul. Leszno, w Czystem, przy ul. Sierakowskiego i ostatecznie w Szpitalu Ujazdowskim. Na oddziale wykonywali ćwiczenia studenci tajnego Uniwersytetu Ziem Zachodnich oraz słuchacze Prywatnej Szkoły Zawodowej dla Pomocniczego Personelu Sanitarnego w Warszawie (tzw. Szkoły dr. Jana Zaorskiego) prowadzonej z udziałem profesorów i docentów Uniwersytetu Warszawskiego i Poznańskiego. 
Po wybuchu powstania warszawskiego doc. Ostrowski pracował w Lecznicy Św. Józefa, a następnie w jednym z punktów sanitarnych Śródmieścia. Po upadku powstania znalazł się w obozie w Pruszkowie; z Pruszkowa przedostał się do Milanówka, a następnie do Konstancina. Ponownie podjął pracę w Szpitalu Św. Ducha, ewakuowanym do Konstancina z Warszawy.

### Okres powojenny

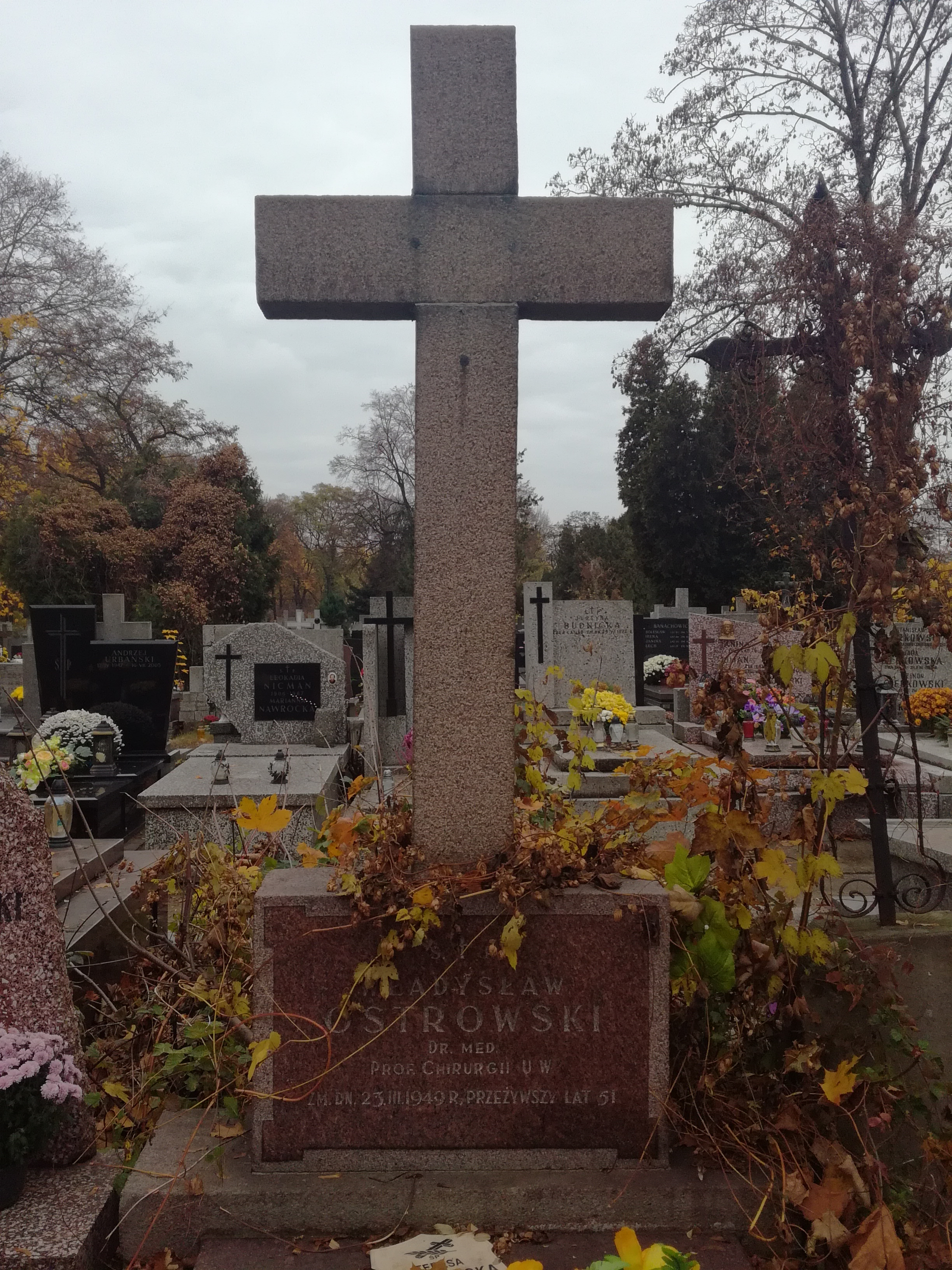
Grób prof. Władysława Ostrowskiego na cmentarzu Bródnowskim

Po zakończeniu walk szpital przeniesiono na ul. Kasprzaka. Władysław Ostrowski wrócił do Warszawy w czerwcu 1946 r. Wykładał torakochirurgię i prowadził ćwiczenia na  Uniwersytecie Warszawskim (odrzucał propozycje objęcia katedry i kliniki w innych polskich uniwersytetach (Lublin, Wrocław, Łódź, Gdańsk, Poznań, Szczecin). Początkowo należał do Rady Wydziału Lekarskiego UW jako przedstawiciel docentów, a w roku 1948 został mianowany na profesora chirurgii. W styczniu 1949 r. został wybrany na dyrektora I Kliniki Chirurgicznej UW, jednak nie podpisał nominacji – w marcu zmarł nagle w Krakowie, gdzie wyjechał na Zjazd Ogólnopolskiego Związku Stowarzyszeń Medycznych. 
Poza pracą naukowo-dydaktyczną i kliniczną Władysław Ostrowski działał w:
- Ministerstwo Obrony Narodowej jako naczelny chirurg WP w stopniu podpułkownika (maj 1946–kwiecień 1947), a następnie członek Rady Naukowej w Departamencie Służby Zdrowia MON,
- Ministerstwie Zdrowia m.in. jako konsultant i członek Komisji Podręcznikowej Inst. Wyd. Naukowo-Lekarskim,
- Ministerstwie Oświaty jako członek Sekcji Zdrowia i Sekcji Szkół Wyższych Rady Głównej,
- Polskim Komitecie Normalizacyjnym jako członek Komisji Organizacji Szpitali,
- licznych towarzystwach naukowych, m.in. Międzynarodowym Towarzystwie Chirurgów, Towarzystwie Badań Naukowych nad Gruźlicą, Towarzystwie Naukowym Warszawskim.

## Dorobek zawodowy
Władysław Ostrowski opublikował w czasopismach polskich i zagranicznych (w języku polskim, niemieckim, francuskim, włoskim i czeskim) ponad 70 prac naukowych, dotyczących kazuistyki chirurgicznej, torakochirurgii, chirurgii brzusznej i kostnej. Za najważniejsze są uznawane prace z zakresu torakochirurgii – 32 artykuły, w tym wiele opartych na wiedzy zdobytej w szpitalach zagranicznych i na własnych doświadczeniach w dziedzinie leczenia gruźlicy płuc, m.in.:
- W sprawie operacyjnego leczenia gruźlicy płuc („Medycyna” 1931),
- Apikoliza zaopłucna wleczeniu gruźlicy płuc („Gruźlica” 1931),
- Leczenie plombą zewnątrzopłucną jam gruźliczych w szczytach płuc („Polski Przegląd Chirurgiczny” 1934)
- Własny sposób wycinania pierwszego żebra („Polski Przegląd Chirurgiczny” 1937).

Artykuł na temat parafinowych plomb pozaopłucnowych w leczeniu gruźlicy był pierwszą informacją na ten temat, opublikowaną w Polsce. W. Ostrowski był pierwszym polskim chirurgiem, który stosował tę metodę od roku 1931.
.

## Odznaczenia i wyróżnienia
Władysław Ostrowski został odznaczony:
- Krzyżem Walecznych za udział w obronie Warszawy,
- Złotym Krzyżem Zasługi.

Otrzymał nagrodę  Warszawskiego Towarzystwa Lekarskiego za całokształt działalności naukowej (1938). Jego prace kliniczne i doświadczalne były nagradzane na konkursach Warszawskiego Towarzystwa Chirurgicznego i Wiedzy Lekarskiej. 

## Życie osobiste
Władysław Ostrowski ożenił się ze Stefanią Kuszłejko w roku 1925. Mieli córkę Teresę (później – lekarz i historyk medycyny, prof. dr hab. nauk humanistycznych, członek PAN).
Zmarł nagle 23 marca 1949 roku w Krakowie w wyniku zawału serca. Został pochowany 26 marca na warszawskim cmentarzu Bródnowskim (kw. 24F, rząd III, grób 6).